# Buthraupis
Buthraupis är ett fågelsläkte i familjen tangaror inom ordningen tättingar. Släktet omfattar numera endast en art, svarthuvad bergtangara (B. montana), som förekommer i Anderna från Colombia till västra Bolivia: Tidigare inkluderades ytterligare tre arter, svartmaskad bergtangara (Tephrophilus wetmorei), svartstrupig bergtangara (Cnemathraupis eximia) och gulryggig bergtangara (Cnemathraupis aureodorsalis). DNA-studier har visat att dessa står närmare andra släkten än svarthuvad bergtangara och har därför urskilts i egna släkten.